# Joseph Chacun
Joseph Chacun est un homme politique français né le 8 août 1890 au Puy-Saint-Bonnet (Deux-Sèvres) et décédé le 16 avril 1983 à Melun (Seine-et-Marne).
Instituteur, il devient ensuite marchand de chaussures à Thouars. Maire de Thouars en 1919, il est député des Deux-Sèvres de 1924 à 1928, inscrit au groupe socialiste. Battu en 1928, il démissionne de son poste de maire 3 ans plus tard et quitte la politique.
Il devient directeur de la caisse de Sécurité sociale de Seine-et-Marne.

## Sources
1. ↑  « Joseph, Benjamin Chacun - Base de données des députés français depuis 1789 - Assemblée nationale », sur www2.assemblee-nationale.fr (consulté le 27 janvier 2025)

- Notice biographique sur le site de l'Assemblée Nationale
- « Joseph Chacun », dans le Dictionnaire des parlementaires français (1889-1940), sous la direction de Jean Jolly, PUF, 1960 [détail de l’édition]